# (73834) 1996 EE9
(73834) 1996 EE9 – planetoida z pasa głównego asteroid okrążająca Słońce w ciągu 4,4 lat w średniej odległości 2,68 j.a. Odkryta 12 marca 1996 roku.